# Samuel P. Huntington
Samuel Phillips Huntington (18 tháng 4 năm 1927 - 24 tháng 12 năm 2008) là một chuyên gia nghiên cứu chính trị xuất chúng ở Hoa Kỳ, nổi tiếng khắp thế giới qua tác phẩm Cuộc chiến giữa các nền văn minh (Clash of Civilizations), giúp lý giải một trật tự thế giới mới sau thời Chiến tranh lạnh. Lý thuyết gần đây của ông về bản sắc Hoa Kỳ cũng gây ra nhiều tranh cãi khi cho rằng nước Mỹ đã phân cực thành người Mỹ mang bản sắc Tin Lành truyền thống và người Mỹ gốc Latin nhập cư từ Mexico.
Cậu bé Samuel chào đời ở New York năm 1927, tốt nghiệp Đại học Yale năm 1946, lấy bằng thạc sĩ Đại học Chicago năm 1948 và tiến sĩ Đại học Harvard năm 1951. GS Huntington đã viết tổng cộng chừng 17 quyển sách, giảng dạy ở Harvard 58 năm cho đến ngày nghỉ hưu hoàn toàn năm 2007.
Vào năm 1993 Samuel Huntington đăng bài viết trên tạp chí Foreign Affairs về Cuộc chiến giữa các nền văn minh mà sau này xây dựng lên thành hệ thống lý thuyết và quyển sách The Clash of Civilizations and the Remaking of World Order, xuất bản bằng 39 thứ tiếng trên thế giới. Nội dung lập luận này nhằm phản biện giả thiết của Francis Fukuyama cho rằng Lịch sử đã kết thúc, sau ngày hệ thống các nước xã hội chủ nghĩa sụp đổ. Theo Huntington, chính trị thế giới vẫn tiếp tục vận hành, không phải qua mâu thuẫn giữa các thể chế và quốc gia, mà là giữa các nền văn minh, có thể kéo theo xung đột vũ trang trên chiến trường. Một trong những điểm có nhiều khả năng bùng nổ chiến tranh là vùng Biển Đông, giữa Việt Nam và Trung Quốc, với ngòi nổ là nguồn dầu khí nhưng bề sâu là các khác biệt văn hóa/văn minh và sự tham gia của các bên trong một thế giới đã đổi chiều. Thời điểm được cho là sẽ nổ ra cuộc chiến đó là vào năm 2010 trong một thế giới bao gồm các cực là 8 nền văn minh lớn: phương Tây, Mỹ La Tinh, Hồi Giáo, châu Phi, Chính Thống giáo, Hindu, Nhật và Sinic (TQ, VN và Triều Tiên).